# 极速前进19
《极速前进19》（The Amazing Race 19）是流行真人秀節目《极速前进》的第十九季。本季會繼續有十一對有各種既定關係的參賽者，為最終大獎——一百萬美元進行環球旅行競賽。
本季賽事之報名於2011年1月4日結束，準入圍者面試會於同年3月中舉行，最終面試於洛杉磯舉行，而節目的攝製於2011年的春季或夏季進行。极速前进19於2011年9月25日在哥倫比亞廣播公司（CBS）電視台首播。
新加入賽制：
- 障礙物（Hazard，又譯險路），於任一時間點出現，自動加諸於最後完成起點線任務的隊伍，由其中一名隊員完成。此新賽制取代了第十八季起點線任務最後一名接受的懲罰，自動迴轉（Automatic u-turn）。

## 比賽结果
下表列出了所有参赛队伍的比赛结果，以排名顺序列出。當中列出的隊員關係為節目拍攝時期的狀態，关系描述为官方版本。
| 隊伍              | 關係                      | 分段比賽成績 | 分段比賽成績 | 分段比賽成績 | 分段比賽成績 | 分段比賽成績 | 分段比賽成績 | 分段比賽成績 | 分段比賽成績 | 分段比賽成績 | 分段比賽成績 | 分段比賽成績 | 分段比賽成績 | 路障完成情況         |
| 隊伍              | 關係                      | 1            | 2,3          | 3            | 4            | 5            | 6            | ⋐7⋑          | 8            | 9            | 10           | 11           | 12           | 路障完成情況         |
| ----------------- | ------------------------- | ------------ | ------------ | ------------ | ------------ | ------------ | ------------ | ------------ | ------------ | ------------ | ------------ | ------------ | ------------ | -------------------- |
| Ernie & Cindy     | 已订婚                    | 1st          | 4th          | 5th          | 5th          | 3rd          | 5th          | 2ndε7        | 1st⊃         | 2nd          | 3rd          | 2nd          | 1st          | Ernie 7, Cindy 6     |
| Jeremy & Sandy    | 情侣                      | 2nd          | 6th          | 3rd          | 3rd          | 7th          | 3rd          | 6th          | 5th          | 3rd          | 2nd          | 1st          | 2nd          | Jeremy 6, Sandy 7    |
| Amani & Marcus    | 已婚夫妇                  | 5th          | 9th          | 6th          | 6th          | 1st          | 7th          | 4th8         | 4th          | 1st9         | 4th          | 3rd          | 3rd          | Amani 6, Marcus 7    |
| Andy & Tommy      | 專業滑雪运动员            | 7th          | 1st          | 1st          | 1st          | 5th          | 1st          | 1st          | 3rd          | 4th          | 1st          | 4th          |              | Andy 6, Tommy 6      |
| Bill & Cathi      | 祖父母 / 教育工作者与校长 | 11th         | 7th          | 7th          | 7th          | 2nd          | 6th6         | 3rd          | 2nd⊂⋑        | 5th          | 5th          |              |              | Bill 6, Cathi 5      |
| Laurence & Zac    | 父子 / 航海探险者         | 6th          | 2nd          | 2nd4         | 4th          | 6th          | 4th          | 5th⊃8        | 6th ⋐        |              |              |              |              | Laurence 4, Zac 5    |
| Justin & Jennifer | 兄妹                      | 3rd          | 8th          | 4th          | 2nd          | 4th          | 2nd6         | 7th          |              |              |              |              |              | Justin 4, Jennifer 4 |
| Liz & Marie       | 双胞胎姊妹                | 10th         | 5th          | 8th          | 8th          | 8th          |              |              |              |              |              |              |              | Liz 2, Marie 4       |
| Kaylani & Lisa    | 酒保女孩                  | 9thн1        | 3rd          | 9th          |              |              |              |              |              |              |              |              |              | Kaylani 2, Lisa 1    |
| Ethan & Jenna     | 情侣 / 《幸存者》冠军     | 4th          | 10th         |              |              |              |              |              |              |              |              |              |              | Ethan 2, Jenna 0     |
| Ron & Bill        | 同性恋人 / 空中乘务员     | 8th          | 11th         |              |              |              |              |              |              |              |              |              |              | Ron 1, Bill 1        |

- 紅：該隊已被淘汰。
- 綠ƒ：該隊贏得「通行證」（Fast Forward）。
- 紫ε：該隊於賽段中使用「迅速通關卡」（Express Pass）。
- 橙н：該隊因最後完成起點任務，須接受「障礙物」（Hazard）任務。
- 下線藍：該隊最後抵達非淘汰提示站，他們須在下賽段接受「減速障礙」（Speed Bump）任務。
- 棕⊃或青⋑：該隊乃使用「雙重迴轉」（Double U-turn）的兩隊之一；⊂或⋐乃被指定迴轉的队伍。附⋐⋑的賽段號碼表示該賽段內出現的兩個迴轉，只有一個被隊伍使用。
- 斜體粉的賽程號碼：該賽段提示站並無設強制休息時段，隊伍被指示立即進入下一賽段繼續比賽，而本賽段的首名隊伍照常獲賽段獎項。

1. ^  Kaylani完成了障礙物任務。
2. ^  第2賽段為雙淘汰賽段，最後抵達中繼站的兩支隊伍均被淘汰。
3. ^  11隊伍中的8隊（即下列有下線的隊伍）並無遵從於孤兒院任務中的指示牌並捐出身上所有金錢，他們抵達中繼站後必須折返並正確完成任務，才被允許報到。隊伍原先的排名如下：Ernie & Cindy，Liz & Marie，Bill & Cathi，Andy & Tommy，Jeremy & Sandy，Justin & Jennifer，Amani & Marcus，Laurence & Zac，Ethan & Jenna，Kaylani & Lisa，Ron & Bill，名次表中不用折返的隊伍以紫色字表示
4. ^  Laurence & Zac本來第1隊到達提示站，但因於繞道任務中犯規，被罰15分鐘。期間，Andy & Tommy登入提示站取得第1位，使Laurence & Zac變成第2位。
5. ^  第5賽段出現兩個路障任務，第二個路障須由選擇不參加第一個路障的隊員完成。
6. ^  Justin & Jennifer和Bill & Cathi本來分別為第1隊及第3隊到達提示站，但因兩隊未有向載他們到提示站的貨車司機付運費，他們需折返付費，兩隊最終分別跌至第2位及第6位。
7. ^  Ernie & Cindy選擇使用極速通關卡跳過第7賽段的繞道任務。
8. ^  Laurence & Zac向Amani & Marcus使用迴轉，但實際上對方已經領先，故迴轉無效。
9. ^  第9集末，Amani & Marcus贏得第9賽段，他們被告知立即進入第10賽段。其他隊伍於本賽段的排名於第10集播出。

## 每集標題語錄
每集標題通常引用自參加者說過的話。
1. "Kindness of Strangers (台灣, 台北)" – Kaylani
2. "The Sprint of Our Life (印度尼西亞)" – Sandy
3. "Don't Lay Down On Me Now! (印度尼西亞)" – Marcus
4. "This Is Gonna Be a Fine Mess (泰國, 普吉)" – Bill
5. "I Feel Like I'm in the Circus (泰國, 曼谷)" – Jennifer
6. "We Love Your Country Already; It Is Very Spacious (馬拉維)" – Cathi
7. "Move Goat (馬拉維)" – Marcus
8. "Super Shady (丹麥, 哥本哈根)" – Cindy
9. "It's Speedo Time (比利時, 布魯塞爾)" – Tommy
10. "Release the Brake! (比利時, 布魯塞爾)" – Marcus的駕駛導師（非參賽者）
11. "We are Charlie Chaplin (巴拿馬, 巴拿馬城)" – Tommy
12. "Go Out and Get It Done (美國, 亞特蘭大)" – Marcus

## 獎項
個人獎項颁發给每赛段的冠軍隊伍。所有旅程都是由Travelocity提供。
- 第一段 - 迅速通關卡 - 隊伍可用作跳過任何一個任務。
- 第二段 - 雙人愛爾蘭旅遊
- 第三段 - 雙人杜拜旅遊
- 第四段 - 每人$5,000美元獎金
- 第五段 - 雙人印度尼西亞峇里旅遊
- 第六段 - 雙人英屬處女群島旅遊
- 第七段 - 共享發現卡提供的$15,000美元禮物卡
- 第八段 - 雙人斐濟旅遊
- 第九段 - 雙人巴拿馬旅遊
- 第十段 - 每人一輛福特野馬汽車
- 第十一段 - 雙人土克凱可群島旅遊
- 第十二段 - 一百萬美元獎金

## 旅程
美国 →  臺灣 →   印度尼西亞 →  泰國 →  马拉维 →  丹麦 →  德国 →  比利时 →  巴拿马 →  美国

## 赛段摘要

第十九季路線圖。

### 第一段（美國 → 台灣）
- 美國加利福尼亚州哈仙達崗（佛光山西來寺）（起點線）
- 洛杉矶（洛杉磯國際機場） 到 台湾台北（臺灣桃園國際機場）
- 台北（西門町商業區） [AT1]
- 台北（台北孔廟）
- 台北（京華城購物中心）
- 台北（大佳河濱公園） [AT2]
- 台北（國民革命忠烈祠）

起點線任務：各隊必須在數百把油紙傘中找出一把印有正確答案字母（印有"TAI"）的傘，使用這組字母兩次以配合他們獲得的線索字母（"WANPEI"），找出首個目的地：台灣台北（Taipei, Taiwan）。當隊伍把正確的傘交給了菲爾，他會將其中一辆停泊在寺外福特探险家的車钥匙交給他們。首八隊隊伍先抵達了機場，登上了由洛杉磯直達台北的較早班機。其餘三隊則登上了第二架航班，起飛時間較第一班慢20分鐘。最後完成這項任務的隊伍將要接受「障礙物」（Hazard）的懲罰。
路障：其中一名隊員必須找到附近的一個公共電話，聆聽一句孔子的名言：「凡事豫則立，不豫則廢。」（"In all things success depends on previous preparation, and without such previous preparation there is sure to be failure."），並要在不寫下任何筆記的情況下，一字不漏地轉述這句句子給廟中的和尚。轉述正確後，他們會獲得下一個線索；若他們失敗了，他們必須重新聆聽，繼續嘗試。
障礙物：起點線任務最後完成的隊伍，在進行路障後要先去接受障礙物的挑戰，其中一位隊員必須進行室內高空彈跳，完成後將會獲得下一個線索。
附加任務
- [AT1]：在西門町商業區，各隊須「向上看」以發現他們的線索，要找出真正線索是展示於一塊大型電子廣告板，上面以中文寫出「台北孔廟」（Taipei Confucius Temple）的字句。
- [AT2]：在大佳河濱公園，各隊必須加入一支龍舟隊，一名隊員負責打鼓，而另一名則加入龍舟隊員負責划艇。只要完成整個賽程，他們就會獲得下一個線索。

### 第二段（台灣 → 印度尼西亞）
- 台北（台灣桃園國際機場） 到 印度尼西亞雅加達（蘇加諾－哈達國際機場）
- 雅加達（Gambir車站） 到 日惹特區日惹（Tugu車站）
- 日惹市（Bukit Indah餐廳及酒店）（沒播出）
- Semanu市（Goa Jomblang洞穴）   [AT1]
- 日惹市（日惹王宮）

路障：其中一位隊員須潛到Goa Jomblang洞裡，找出一副爪哇人的傳統面具和一把格里斯劍（kris），再攀爬竹架回到上面以換取下一個線索。
減速障礙：上一賽段最後抵達而未被淘汰的隊伍，在本集需要完成一次減速障礙，要解開一團亂繩直到繩頭長度能扣住位於場地另一面的勾子。
繞道：各隊必須自「跳舞賺錢」和「停車取費」兩項任務中選擇，均於日惹市內完成。在「跳舞賺錢」（Shake Your Money Maker）中，隊伍需要穿上服飾，並分工負責打鼓伴奏和街頭跳舞，在指定地點賺得3萬印尼盾（折合約$3.4美元）。至於「停車取費」（Be a Ticket Taker），隊伍須前去指定地點工作，代客泊電單車，以賺取1萬5千印尼盾（折合約$1.7美元）。完成繞道後，各隊必須抵達Aisyiyah孤兒院，將他們賺獲的金錢捐出，以換取下一個線索。在孤兒院裡，有一塊小提示版指示各隊伍也必須捐出所有身上的金錢，任何沒有遵從這指示的隊伍都不可以報到，而是必須折返孤兒院，把金錢捐出。
附加任務
- [AT1]：在孤兒院，隊伍會收到一個盾徽，並需要想出這盾徽是象徵日惹蘇丹（Hamengkubuwono），而中繼站就是位於他的王宮，日惹王宮（Kraton Ngayogyakarta Hadiningrat）。

- 沒播出任務：抵達日惹後，各隊須前往Bukit Indah酒店領取一條鑰匙。隊伍在此會根據他們選擇的鑰匙而被分成兩大組，其中一個大組能搶先20分鐘離開。[4]

### 第三段（印度尼西亞）
- 日惹市（弗登堡）[AT1]
- Kulon Progo地區（Salakmalang村 - Lesehan餐廳）
- 中爪哇馬格朗（婆羅浮屠）[AT2]

繞道：各隊必須自「種田」和「餵草」兩項任務中選擇。「種田」（Rice Field）裡，隊伍需要把午餐送給農民，然後在他們享用午餐時，隊員需要代替他們插下300棵秧，完成後一位農民將會把下一個線索交給他們。另一個任務「餵草」（Grass Fed）中，隊伍必須裝滿兩袋新鮮割下的乾草，選兩隻羊牽去農場餵食。當他們完成後，必須再從井中提六桶水注入水槽，隊伍只可同時使用兩個水桶。當水槽已滿、農夫滿意他們的表現後，他們會接到下一個線索。
路障：其中一位隊員需按順時針方向走遍整個婆羅浮屠的頂層，數出有多少尊五方佛，同時細心留意這些雕像的手印。若隊員能說出作出不同手印的五方佛的正確數目，並準確做出相同手印（17疊手、17亮手、17垂手和18浮手），將會獲得下一個線索。
附加任務
- [AT1]：各隊必須各自加入一組重演荷蘭殖民時代單車巡邏員的人，並與他們所屬的組別踏著Omafiets單車穿越日惹市街道抵達弗登堡（Fort Vredeburg），以換取他們下一個線索。
- [AT2]：在獲准進入婆羅浮屠前，隊伍必須去到遊客入口換上一副紗籠（sarong）裝束，然後走到廟宇的頂部，獲取下一個線索。

### 第四段（印度尼西亞 → 泰國）
- 日惹（日惹國際機場） 到 泰國普吉（普吉國際機場）
- 普吉（Nonthasak碼頭）[AT1]
- 普吉（Soap島）[AT2]
- 攀牙府 - 班宜島（足球場）

繞道：隊伍需要從「重建珊瑚」和「佈置海灘」兩項任務中選擇，為2004年南亞海嘯的重建作出貢獻。兩項任務中各隊都乘坐快艇抵達了Khai Nai島。在「重建珊瑚」（Coral Reconstruction）中，隊伍要用膠管砌出一個珊瑚架，完成後用皮艇划到海面的浮標，潛入水中將珊瑚碎片裝於珊瑚架上，將架置於海床上。當完成後，一個海洋生物學家會將下一個線索交給他們。至於「佈置海灘」（Beach Preparation），隊伍要將有特別符號的十把太陽傘和二十把躺椅依規定擺好，那符號已印於隊伍線索上。當他們完成並獲沙灘俱樂部的老闆認可後，隊伍會接到下一個線索。
路障：隊伍會前往Koh Yao Noi島，其中一位隊員要攀爬島嶼的岩壁，直至他們從上面的鳥巢取下他們的下一個線索。
附加任務
- [AT1]：繞道完成後，隊伍收到的線索是指南針和圓形浮雕，向北航行13分鐘，直至抵達了顯示在圓形浮雕上面的Soap島。
- [AT2]：完成路障以後，隊伍獲發一張地圖和一個指南針，並須按此引領他們的船長前去位於班宜島的中繼站。

### 第五段（泰國）
- Song Phraek（Ton Pariwat野生動物保育區）[AT1]
- Song Phraek（神龕店）[AT2]
- 恰隆（恰隆寺）
- 普吉（普吉巴士總站） 至 曼谷（南北巴士總站）
- 曼谷蓮區（蓮區運河）[AT3]
- 曼谷（M.R.克立·巴莫故居）

第一个路障：一位隊員須尋找吹奏著傳統泰式笛的人，並找出藏在他身邊水中的陶瓷鯉魚，獲取裡面的線索。
減速障礙：上一賽段最後抵達而未被淘汰的隊伍，在本集需要完成一次減速障礙，清理大象的糞便，並為一頭大象清洗乾淨，才可以前去進行第一個路障。
第二个路障：於上一路障沒有負責完成任務的隊員，在本路障需要完成任務，將他們從指定商店運來的神龕砌回（見附加任務二）原本的模樣。當完成組合後，一位僧人會將一袋食物和下一個線索交給他們。
附加任務
- [AT1]：為了取得位於保育區裡面的首個線索，隊伍須騎乘大象沿河前進，抵達第一個路障的地點。
- [AT2]：完成了首個路障後，隊伍須前去附近的神龕店，將一個神龕拆裝並運到恰隆寺。
- [AT3]：抵達曼谷蓮區運河後，隊伍要用從第二個路障得來的那袋食物去餵飼運河的魚，完成後才能獲得下一個線索。

### 第六段（泰國 → 馬拉維）
- 曼谷（蘇凡納布機場） 到 馬拉維利隆圭（利隆圭国际机场）
- 利隆圭（Limbe煙草倉庫 – Gate 7）
- 利隆圭（紀念塔）
- 恩奇斯（R-K家具店）[AT1]
- Kumbali村

路障：其中一位隊員要穿上工人的制服，使用只可搬運一包煙草的手推車，搬運十包約二百磅的煙草到倉庫另一面的下貨區。當完成後，隊伍會獲得下一個線索。
繞道：隊伍須要在「穿針引線」或「歡樂童年」兩個任務中選擇。在「穿針引線」（All Sewn Up）中，隊伍前去位於老市場的裁縫店挑選一位客人，並使用縫紉機完成客人的服裝，換取下一個線索。而「歡樂童年」（Not Grown Up）裡，隊伍要前去利隆圭LEA學校，並使用已提供的材料（紙盒、釘、幼繩、瓶蓋）製造兩輛玩具貨車。當他們完成並獲校長認可後，學生會試玩玩具貨車，成功的話就獲得下一個線索。
附加任務
- [AT1]：抵達R-K家具店後，隊伍被交託要將兩張木床送到肯巴里村（Kumbali Village），他們可以請店主電召貨車為他們將床送到村裡，然後就要人手搬運兩張床到中繼站。隊伍將會使用這兩張床留宿於村裡。

### 第七段（馬拉維）
- 利隆圭（利隆圭巴士站） 到 薩利馬（薩利馬巴士總站）
- Chigumukile村（牙買加店）
- 薩利馬縣Senga灣（太陽鳥利文斯頓尼亞酒店海灘）

減速障礙：上一賽段最後抵達而未被淘汰的隊伍，在本集需要完成一次減速障礙，解決一個滑板拼圖，砌出新馬拉維國旗的圖案出來，完成後方可進行路障。
路障：其中一位隊員要使用一種稱為"kabaza"的腳踏車的士接載一位乘客和他的魚去到其中一個目的地（共有三個不同目的地），當他們卸下乘客後，他們會賺得100克瓦查（折合約$0.66美元），並需要把這筆收入帶回去巴士站，換取下一個線索。
繞道：隊伍要在「極速競舟」和「滿載而歸」兩個任務選擇，兩項任務均於馬拉威湖進行。在「極速競舟」（Dugout）裡，隊伍參與了一年一度的馬拉維湖Dugout獨木舟比賽，並划著獨木舟繞過位於湖中的鼓手，然後返回岸邊，從漁人手上接收下一個線索。而在「滿載而歸」（Logout）裡面，隊伍要找到一艘渡船，並運回上面的貨物與客人到岸邊，總共要運送兩箱菜、兩梱甘蔗、兩根掃把、一張椅子、一把風扇和八位不想溼身的客人到岸邊。完成後方可從渡船搬運工處領過下一個線索。

### 第八段（馬拉維 → 丹麥）
- 利隆圭（利隆圭国际机场） 到 丹麥哥本哈根（哥本哈根機場）
- 哥本哈根（救主堂）[AT1]
- 希勒勒（菲特烈堡）
- 靈比-措拜克市鎮孔恩斯靈比市（Frilandsmuseet）
- 孔恩斯靈比市（Karlstrup風車磨坊）
- 哥本哈根（Havet Ship）

路障：其中一位隊員要穿上古代服裝，並學習三段舞步。當他們與指導員的舞步令女爵滿意的話，她就會給予隊員下一個線索。
繞道：隊伍要在兩項任務「加足馬力」或「批量製作」之中選擇。在「加足馬力」（All Hopped Up）裡面，隊伍要擺設好障礙物，並挑選一隻兔子表演跨欄。當兔子完成賽道而沒有撞到任何障礙物，隊伍即可從兔子訓練員手上取得下一個線索。而在「批量製作」（All Churned Out）中，隊伍要按照指導，使用傳統攪拌桶製作新鮮奶油，並用模具造出六塊牛油。當女工滿意他們的作品，他們就可獲得下一個線索。
附加任務
- [AT1]：當登上救主堂後，隊伍要在塔頂找出兩個線索。其中一個線索是塔頂的旗幟，寫著"Borg Slot"，另外一個是在附近樓頂的橫額，寫著"Frederiks"，合起來就會指引他們前去下一個目的地，菲特烈堡（Frederiksborg Slot）。

### 第九段（丹麥 → 德國 → 比利時）
- 哥本哈根（漢斯·克里斯蒂安·安徒生塑像）
- 南丹麥大區比隆（比隆樂高樂園）[AT1]
- 德國漢堡（漢堡中央車站）
- 漢堡（漢堡中央車站） 到  比利時布魯塞爾（布魯塞爾南站）
- 布魯塞爾（歐洲議會大樓）
- 布魯塞爾（伊莉莎白公園）

路障：其中一位隊員需要牢記一首刻在安徒生雕像底下的詩，然後利用單車前輪上的地圖前往劇院博物館，在那裡他們要向評審一字不漏地朗誦出整首詩。若隊員有任何錯漏或表演力不足，他們必須折返雕像，重新前往博物館，成功才可換取下一個線索。
繞道：本集只展示了一個繞道，「健美比賽」（Bodybuilding Competition）。由於所有隊伍都選擇此任務，在後期製作時官方將這繞道任務改為一項附加任務，因此沒有顯示關於另一項繞道的內容。隊伍要穿著比堅尼、塗上健美油，並學習一連串健美姿式，然後在三位評審前進行表演，取得12分或以上即可獲得下一個線索。
附加任務
- [AT1]：在比隆樂高樂園，隊伍要找到機動遊戲旋轉海盜，坐上茶杯，在旋轉時砌好交給隊伍的樂高拚圖。當完成時，拚圖會顯示出他們的下一個目的地。隊伍只可在茶杯旋轉時拼砌，當它停止時隊員須停止並舉高雙手。

### 第十段（比利時）
- 林堡省洛默尔（福特汽車試車場）
- 弗拉芒大區东佛兰德省根特（Burgstraat - Hoofdbrug）
- 赫拉尔兹贝亨（赫拉尔兹贝亨之牆）[AT1]
- 布魯塞爾（原子球塔）

路障：其中一位隊員要試駕一輛福特野馬，表演一連串飆車特技：先加速至一小時160公里，成功停在指定位置；然後在16秒內繞過所有障礙物，在特定區域剎停（不可撞到任何東西）；最後完成兩次飄移轉圈（Donuts）。若專業車手認可隊員成功，他們才可領取下一個線索。
繞道：隊伍要在「水源」或「鬆餅」兩項任務中選擇。在「水源」（Water）裡，隊伍要使用已提供的材料砌好一艘木筏，然後划著木筏沿河搜索分成兩半的線索，把它們組合起來就可以知道下一個目的地。而在「鬆餅」（Waffles）裡，隊伍要搭起鬆餅攤，然後烤製18份裝飾準確且精美的鬆餅。若樣本的外形及置放位置正確，隊伍便可取得下一個線索。
附加任務
- [AT1]：隊伍要先放走一籠信鴿，然後信鴿訓練員會給予隊伍一個特定的地址，隊伍要去那裡取回綁在信鴿身上的線索。

### 第十一段（比利時 → 巴拿馬）
- 布魯塞爾（Stockel地鐵站 - 丁丁歷險記壁畫）[AT1]
- 布魯塞爾（布魯塞爾南站） 到 荷蘭阿姆斯特丹（史基浦車站）
- 阿姆斯特丹（阿姆斯特丹史基浦機場） 到 巴拿馬巴拿馬城（托库门国际机场）
- Chagres國家公園（Puerto El Corotu）
- Chagres國家公園（Parara Puru）[AT2]
- 巴拿馬城 - 聖弗朗西斯科（聖弗朗西斯科灣塔）[AT3]
- 巴拿馬城 - 老城區（Plaza de Francia – 斐迪南·德·雷賽布雕像）
- 老城區（Plaza de la Catedral）[AT4]
- 老城區（巴拿馬老城遺跡）

路障：指定隊員（Andy、Cindy、Sandy及Amani）需要踩鋼線來回有35層高（約65英尺或20米）的兩座聖弗朗西斯科灣塔。隊員要拿走位於另一座塔頂端的線索，然後返回他們登上的高塔，以繼續前進。
繞道：隊伍要在「送魚」或「造鞋」兩項任務中選擇。在「送魚」（Filet）中，隊伍前去就近的魚市場，負責運送新鮮漁獲到市集內的不同檔攤，而運送的魚類和重量必須符合檔攤前白板寫著的要求。只要完成所有運送，魚販會拿出下一個線索。在「造鞋」（Sole）裡，隊伍要前往另一處市集，找到售賣涼鞋的檔攤，然後要使用一塊皮革為客人造出一對合適的涼鞋。只要完成涼鞋並獲客人認可，隊伍即獲得下一個線索。
附加任務
- [AT1]：在離開布魯塞爾前，隊伍必須穿上比利時著名漫畫《丁丁歷險記》中兩位角色的裝扮，然後要查出他們所扮角色的名字（有三組不同名字，Thomson & Thompson、Dupont & Dupond或Johnson & Johnston），再利用所獲的一幅相片找到位於壁畫下扮成丁丁的人，告訴他自己扮演的角色，便可獲得下一個線索。
- [AT2]：抵達了Parara Puru後，隊伍要簽名登記在第二天早上的不同時間接受紋身。紋身會告知隊伍他們下一個目的地：聖弗朗西斯科灣塔
- [AT3]：完成了路障後，隊伍要解開一個謎題，找出位於「公雞」之下的男人，指引隊伍前去雷賽布的雕像。
- [AT4]：在Plaza de la Catedral，隊伍要在穿起傳統服飾的一群舞者中找到中繼站的名字或外形，指引他們前去巴拿馬老城遺跡（Panamá Viejo）。

### 第十二段（巴拿馬 → 美國）
- 巴拿馬城（托库门国际机场） 到 美國喬治亞州亞特蘭大(哈茨菲爾德－傑克遜亞特蘭大國際機場)
- 亞特蘭大 (飞行安全国际)[AT1]
- 亞特蘭大 (玛格丽特·米切尔 故居 & 博物馆) [AT2]
- 亞特蘭大 (特纳球场)[AT3]
- 亞特蘭大 (天鹅屋)

路障:一名队员需用雷明顿3号老式打字机打出下一条线索。在打字过程中，他们会发现没有“1”字键，他们要用小写字母“L”代替。一旦打出的线索获得南方绅士的认可后，就可前往下一目的地。
附加任務
- [AT1]：队伍要在飞行模拟器里，学习模拟器的操作细节，之后队伍要从离地两千五百英尺的高空安全降落至地面。一旦教练认为他们的降落技术达标后，根据线索所给出的“找到被称为“废墟”的故居”，他们要明白下一个目的地就是玛格丽特·米切尔故居 & 博物馆。
- [AT2]：根据路障所打出的三个数字“44-7l5-74”，指的是棒球运动员汉克·阿伦（球衣号码44）在1974年打破了原有的职业生涯本垒打记录（原有纪录714支），打破纪录的地点就是下一个目的地--特纳球场。
- [AT3]：到达特纳球场后。在无笔记的情况下，一名队员登上巨大地图，另一名负责指挥。通过一根红线，将他们曾经到访过的国家连接出来，就能获得通往终点的线索。

## 資料來源及註釋
1. 1 2 3  Gorman, Bill. . TV By The Numbers. 2011-08-31  [2011-09-01]. （原始内容存档于2011-09-23）.
2. ↑  CBS.com.  (PDF).   [2010-01-22]. （原始内容 (PDF)存档于2010-06-02）.
3. ↑  CBS.com.  (PDF).   [2011-01-22]. （原始内容 (PDF)存档于2009-04-07）.
4. ↑  . 2011-10-04  [2011-10-05]. （原始内容存档于2011-10-07）.
5. ↑  . 2011-11-17  [2011-11-21]. （原始内容存档于2015-10-10）.

## 外部連結
- 官方網站 （页面存档备份，存于）